# بزرگراه آیت‌الله حسینی الهاشمی
بزرگراه حسینی الهاشمی یکی از بزرگراه‌های شیراز است که شمال غرب این شهر را از طریق تنگ سرخ به غرب شهر متصل می‌نماید.
این بزرگراه از پل شهدای‌جهاد شروع شده و پس از طی کردن تنگ سرخ و شهرک برف فروشان به تقاطع وحدت، ابتدای بزرگراه کمربندی شیراز امتداد دارد.
مسیرهای مهم که این بزرگراه آن‌ها را به هم متصل می‌کند می‌توان به اتصال کمربندی از طریق این بزرگراه به شهرک بهشتی، شهرک گلستان، بلوار آفرینش، بزرگراه دکتر حسابی و بزرگراه آرین اشاره کرد.

## اتصال به آزادراه
این بزرگراه در آینده به آزادراه اصفهان-شیراز که در حال بهره‌برداری است متصل خواهد شد. همچنین طبق برنامه‌ریزی‌های صورت گرفته، قرار است این بزرگراه بخش آغازین آزادراه شیراز-بوشهر باشد که در حال حاضر در مرحله مطالعاتی است.

## امکانات و اماکن مهم
- پارک کوهستانی دراک
- بوستان و پیاده راه و پیست دوچرخه دراک
- ورزشگاه ۶ هزار نفری فوتسال
- هتل دراک